# Hygrophorus penarius
Hygrophorus penarius (Elias Magnus Fries, 1836) din încrengătura Basidiomycota în familia Hygrophoraceae și de genul Hygrophorus, denumit în popor melcească, este o  specie de ciuperci comestibile care coabitează, fiind un simbiont micoriza (formează micorize pe rădăcinile arborilor). Acest burete, destul de răspândit în diverse regiuni, se poate găsi în România, Basarabia și Bucovina de Nord, dezvoltându-se în mod general în grupuri cu mai multe exemplare pe soluri calcaroase și călduroase, în păduri de foioase, și mixte, preferat sub fagi și stejari, de la câmpie până în zonele montane. Timpul apariției este din (august) septembrie până în octombrie (noiembrie).
Epitetul se trage din cuvântul latin (latină penarius=…de provizie),

## Istoric
Specia a fost descrisă pentru prima dată de cunoscutul savant suedez Elias Magnus Fries în cartea sa Anteckningar öfver de i Sverige växande ätliga Svampar din 1836.
Redenumirea în Limacium penarium de către micologul german Friedrich Otto Wünsche (1839-1905) în lucrarea sa Die Pilze - Eine Anleitung zur Kenntnis derselben din 1877 este acceptată sinonim.

## Descriere

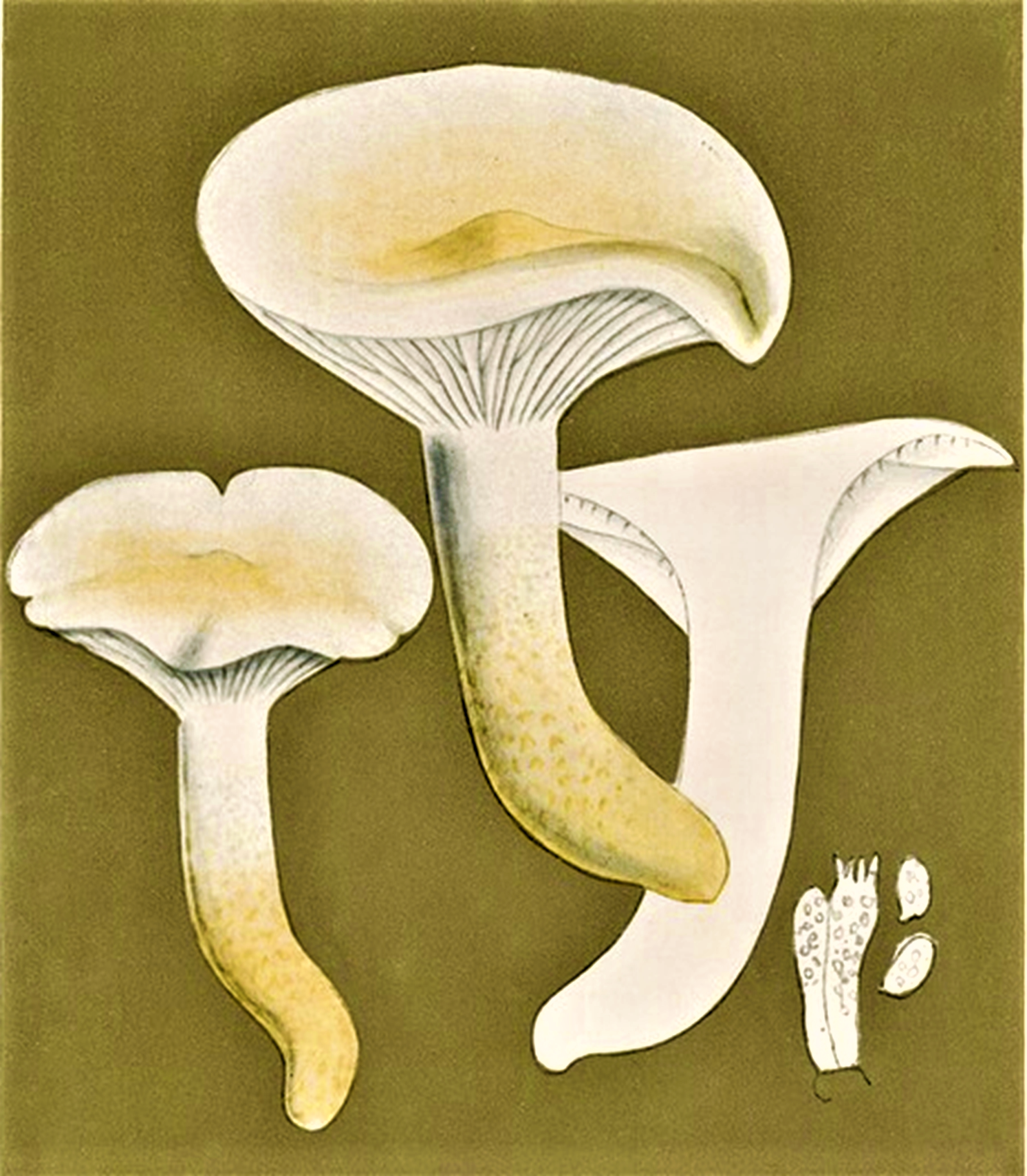
Bres.: Hygrophorus penarius

- Pălăria: are un diametru între 3 și 12 (15) cm, este fibroasă precum destul de tare și cărnoasă pentru acest gen de bureți, fiind inițial boltită semisferic cu marginea răsucită spre interior, apoi convexă și în sfârșit cocoșat aplatizată. Cuticula cu o suprafață mată și uscată, numai în tinerețe ușor lipicioasă, dar niciodată mucilaginoasă, este de culoarea fildeșului până gălbuie, prezentând la bătrânețe adesea pete brun-gălbuie.
- Lamelele: moi și ceroase sunt îndepărtate, destul de groase, arcuite, numai puțin bifurcate, dar cu lameluțe intercalate precum ușor decurente la picior, fiind de același colorit cu pălăria, adesea cu o licărire rozalie.
- Piciorul: are o lungime de 5-8 (12) cm și o lățime 0,8 până la 1,5 (2) cm este slab flocos, la început unsuros, apoi uscat, cu aspect compact, îngroșat spre pălărie sau mijloc și  spre bază îndoit și subțiat, înrădăcinându-se fusiform. Coloritul este albicios cu nuanțe slab roșiatice. Nu are inel.
- Carnea: este destul de compactă și cărnoasă, ușor fibroasă și de culoare albă. Mirosul este aproape imperceptibil, poate ceva neplăcut uleios, gustul fiind blând și dulceag.[8][4]
- Caracteristici microscopice: are spori ovoidali în formă de alune, hialini (translucizi) și netezi, având o mărime de 6-8 x 5-6 microni. Pulberea lor este albă. Basidiile în formă de măciucă, cu 4 sterigme fiecare, măsoară 50-60 x 6-8 microni. Cistidele (celule de obicei izbitoare și sterile care pot apărea între basidii și himen, stratul fructifer) sunt mai mici și subțiri.[9]
- Reacții chimice: se decolorează cu Hidroxid de potasiu fugitiv ocru-galbui, cu sulfovanilină imediat violet-roșiatic și cu tinctură de Guaiacum încet albastru-verzui.[10]

## Confuzii
În mod general, Hygrophorus penarius poate fi confundat cu ciuperci comestibile și mai mult sau mai puțin savuroase aceleiași specii, cum sunt: Hygrophorus agathosmus (comestibil, se dezvoltă în păduri de conifere sub molizi și pini, miros de migdale amărui), Hygrophorus chrysodon (comestibil), Hygrophorus cossus (comestibil), Hygrophorus discoxanthus (comestibilitate tare limitată, se dezvoltă tot sub fagi pe sol calcaros, dar cu miros puternic și nu prea plăcut, lamelele se decolorează galben-maroniu), Hygrophorus eburneus (comestibil), Hygrophorus gliocyclus (comestibil, se dezvoltă în păduri de conifere sub pini, rar), Hygrophorus hedrychii (comestibil, se dezvoltă sub mesteceni, fără miros și gust specific), Hygrophorus hypothejus (comestibil), Hygrophorus ligatus (comestibil, se dezvoltă sub molizi, fără miros sau gust specific) Hygrophorus nemoreus (comestibil), Hygrophorus piceae (comestibil, se dezvoltă în păduri de molizi pe  mușchi, fără miros, cu gust plăcut), Hygrophorus penarioides (comestibil, se dezvoltă tot sub fagi dar și sub stejari, fiind mai mare cu cuticulă uscată și mătăsoasă precum ușor pătat pe picior, rar), Hygrophorus poetarum (comestibil, se dezvoltă tot sub fagi, dar cu miros fructuos și roz sub cuticulă, destul de rar), Hygrophorus pudorinus (comestibil, de valoare culinară foarte scăzută), sau Hygrophorus speciosus (comestibil), dar si cu Hygrocybe  virginea sin. Cuphophyllus virgineus ((comestibil, se dezvoltă preferat prin pășuni).
Din păcate  se culeg și consumă pe vreme uscată câteodată de asemenea bureți extrem de otrăvitori cu consecințe fatale, în primul rând Amanita verna, Amanita virosa  ori Clitocybe dealbata și Clitocybe rivulosa.

## Specii asemănătoare în imagini

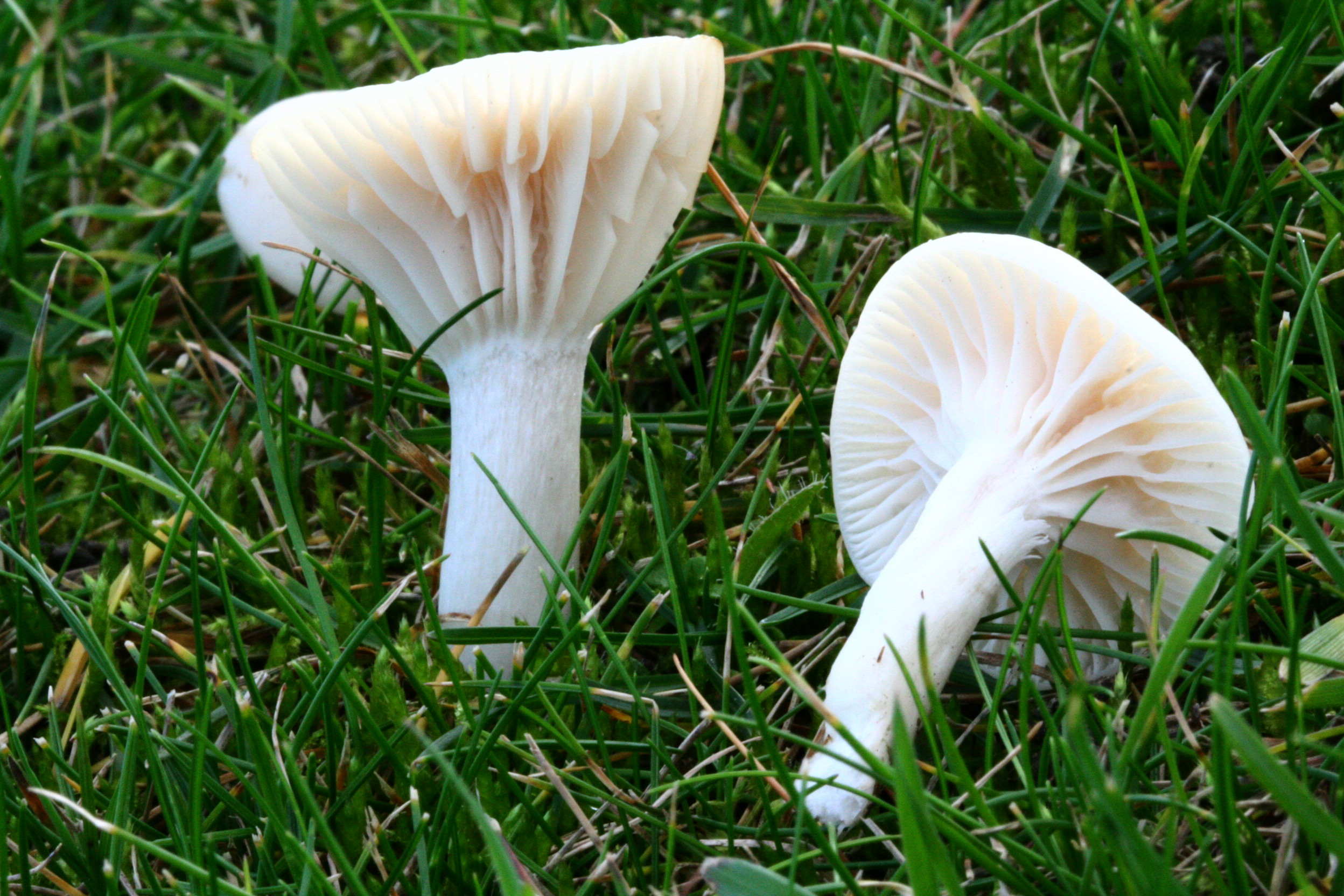
Hygrocybe virginea
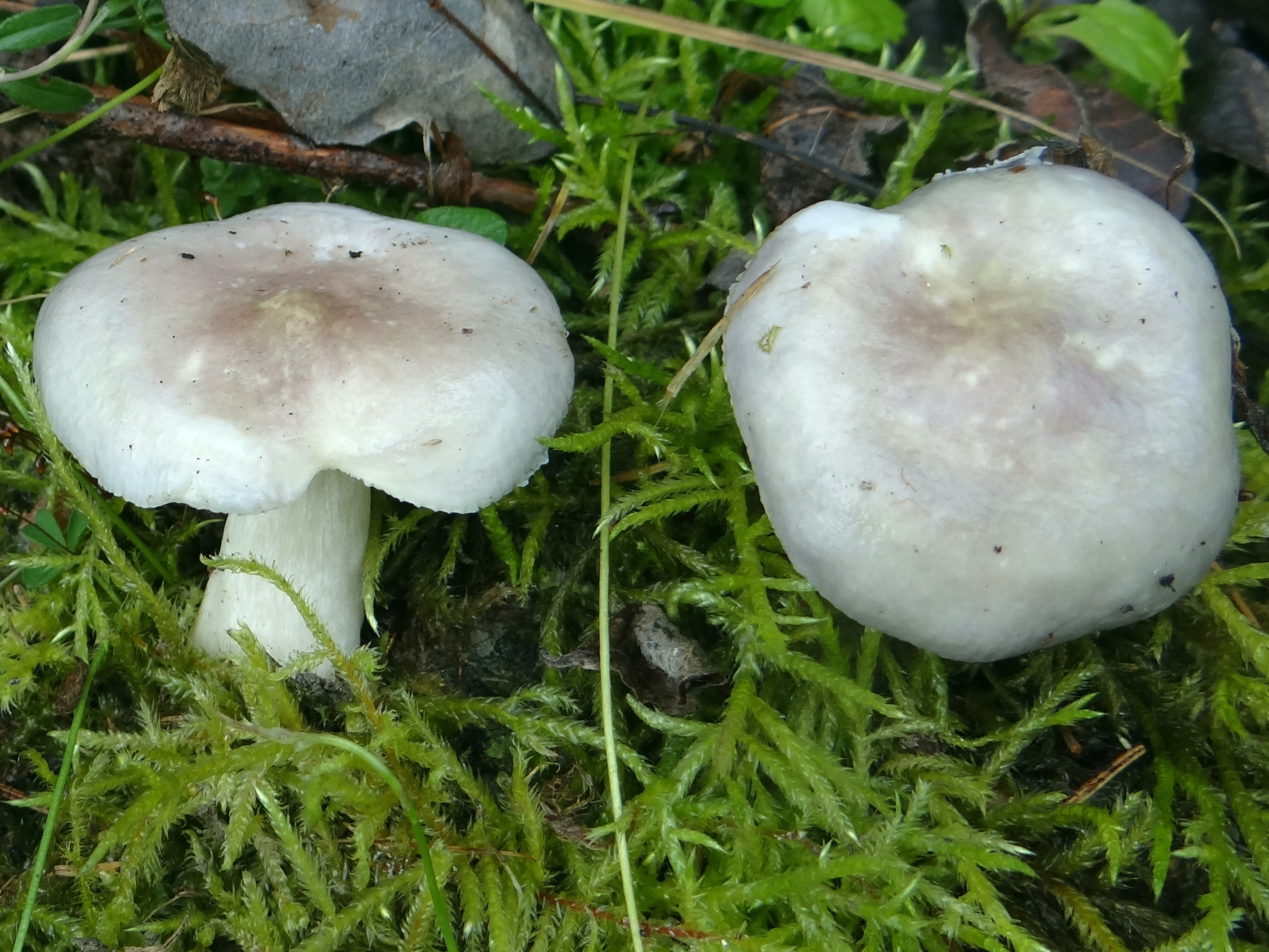
Hygrophorus agathosmus
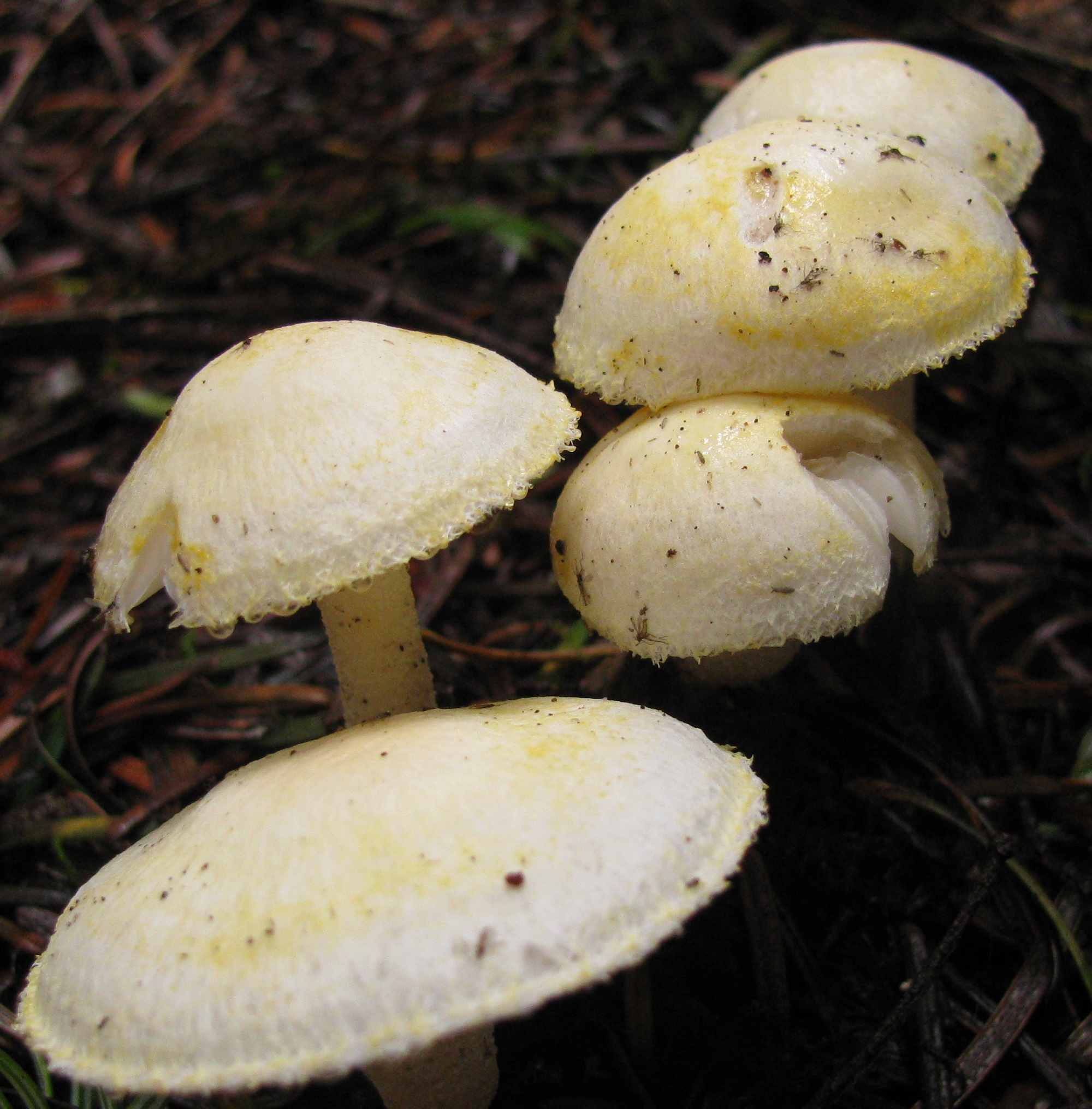
Hygrophorus chrysodon
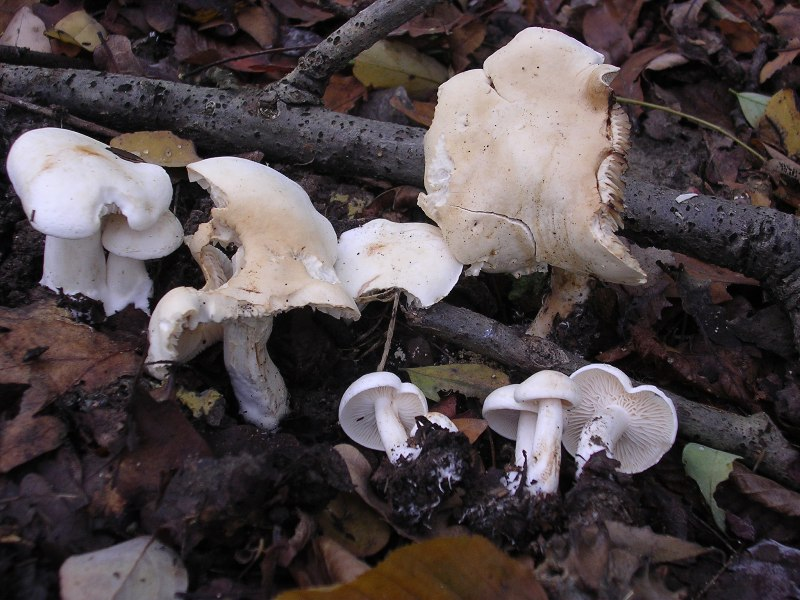
Hygrophorus cossus
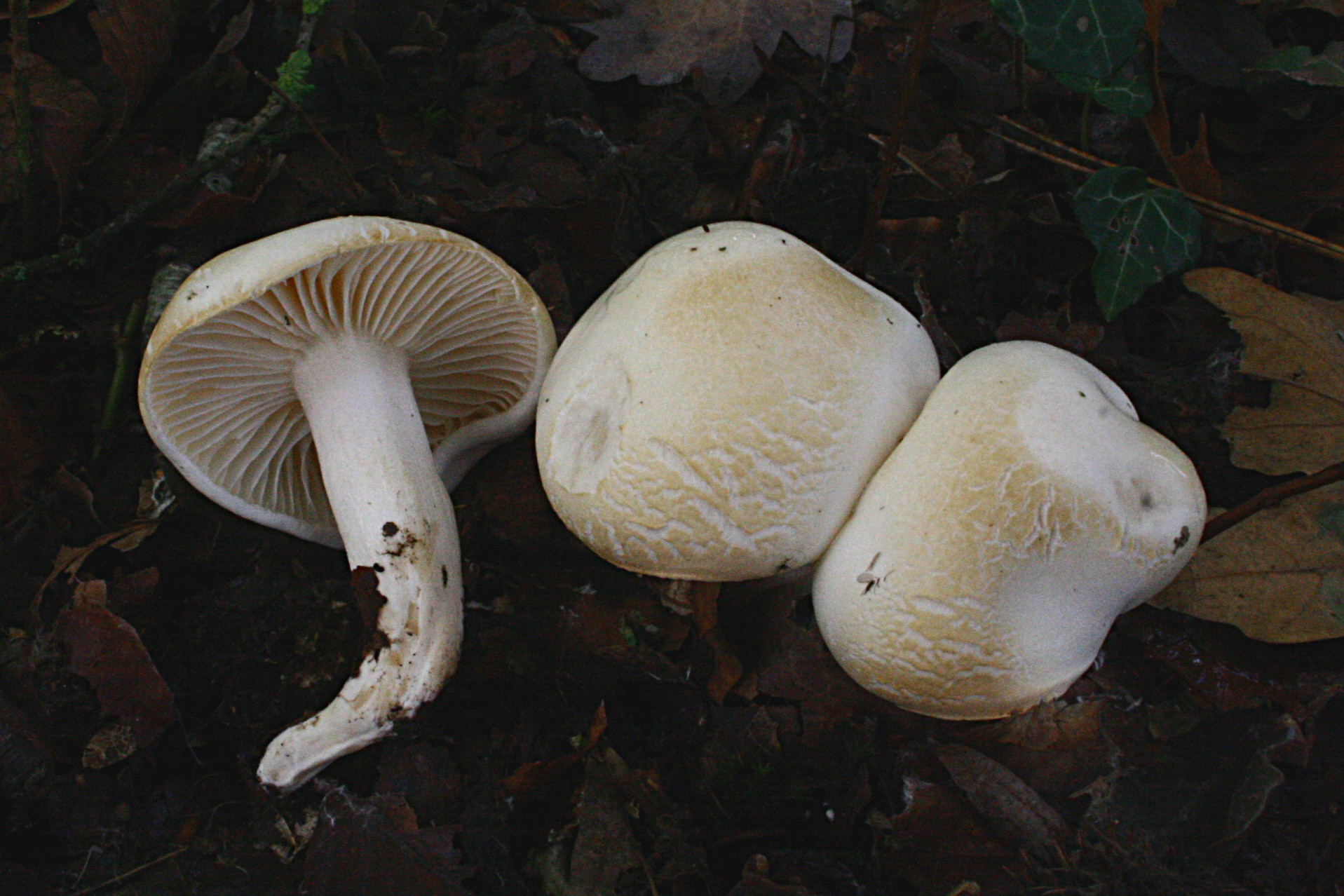
Hygrophorus discoxanthus
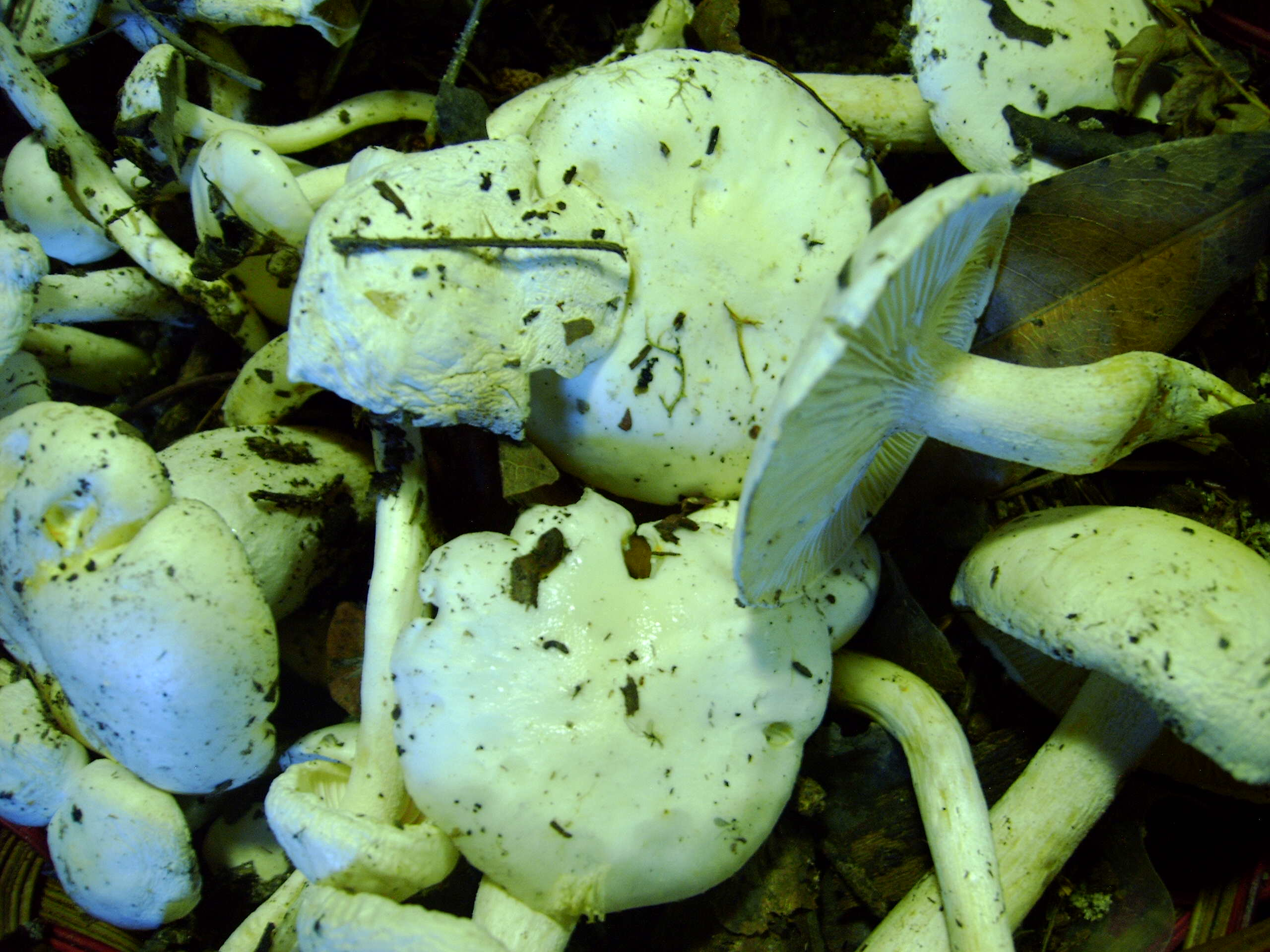
Hygrophorus eburneus

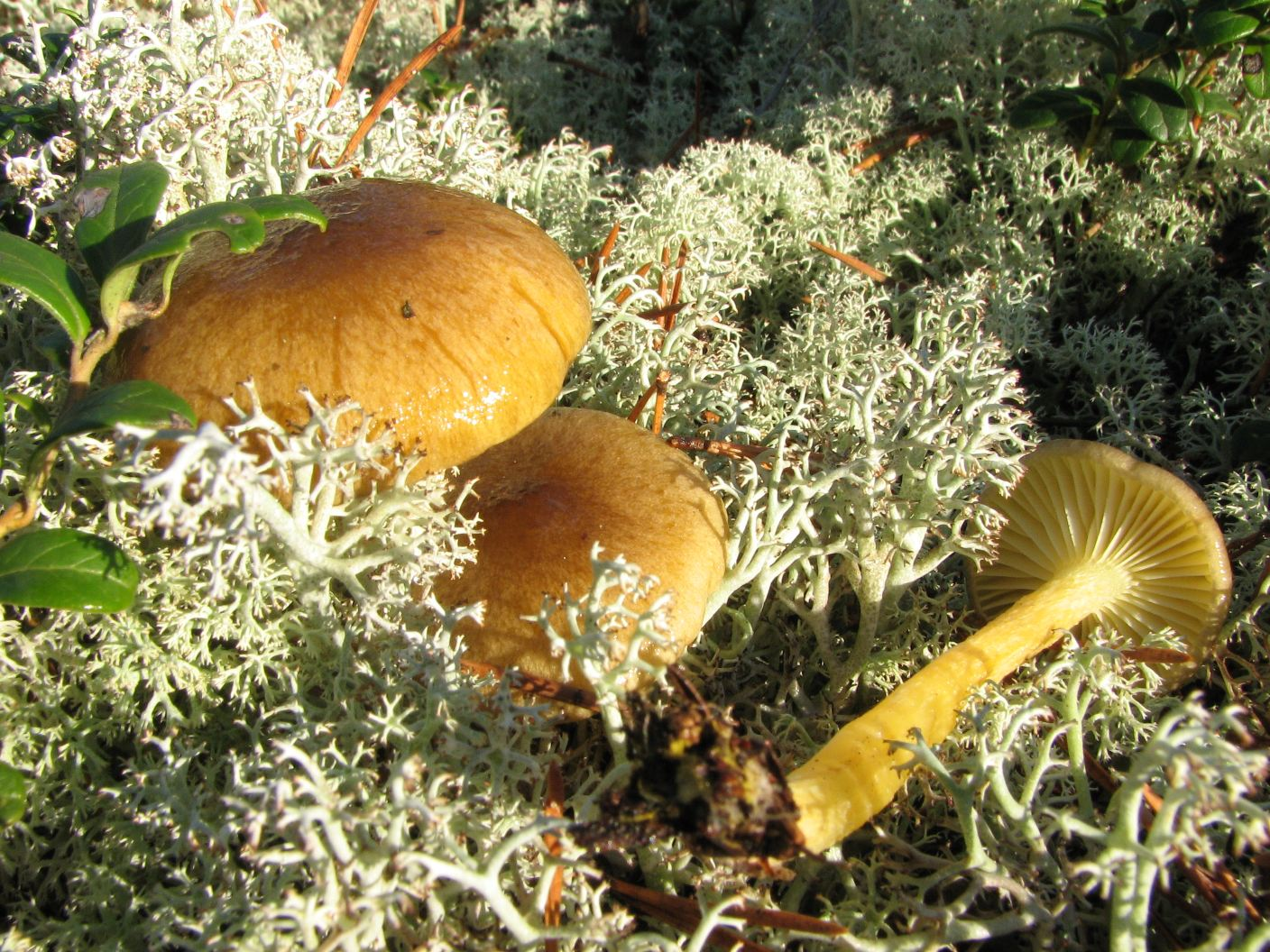
Hygrophorus hypothejus
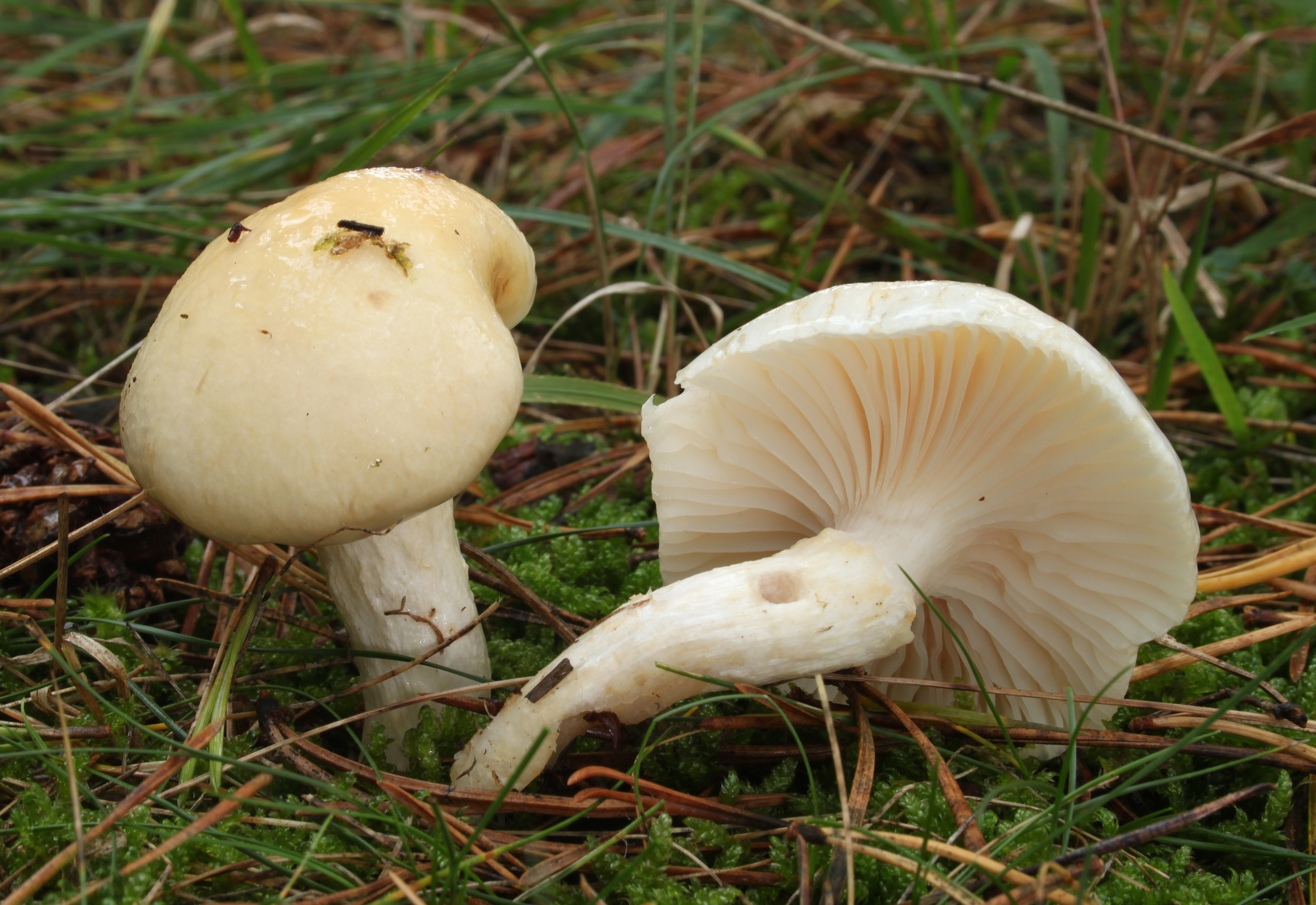
Hygrophorus ligatus
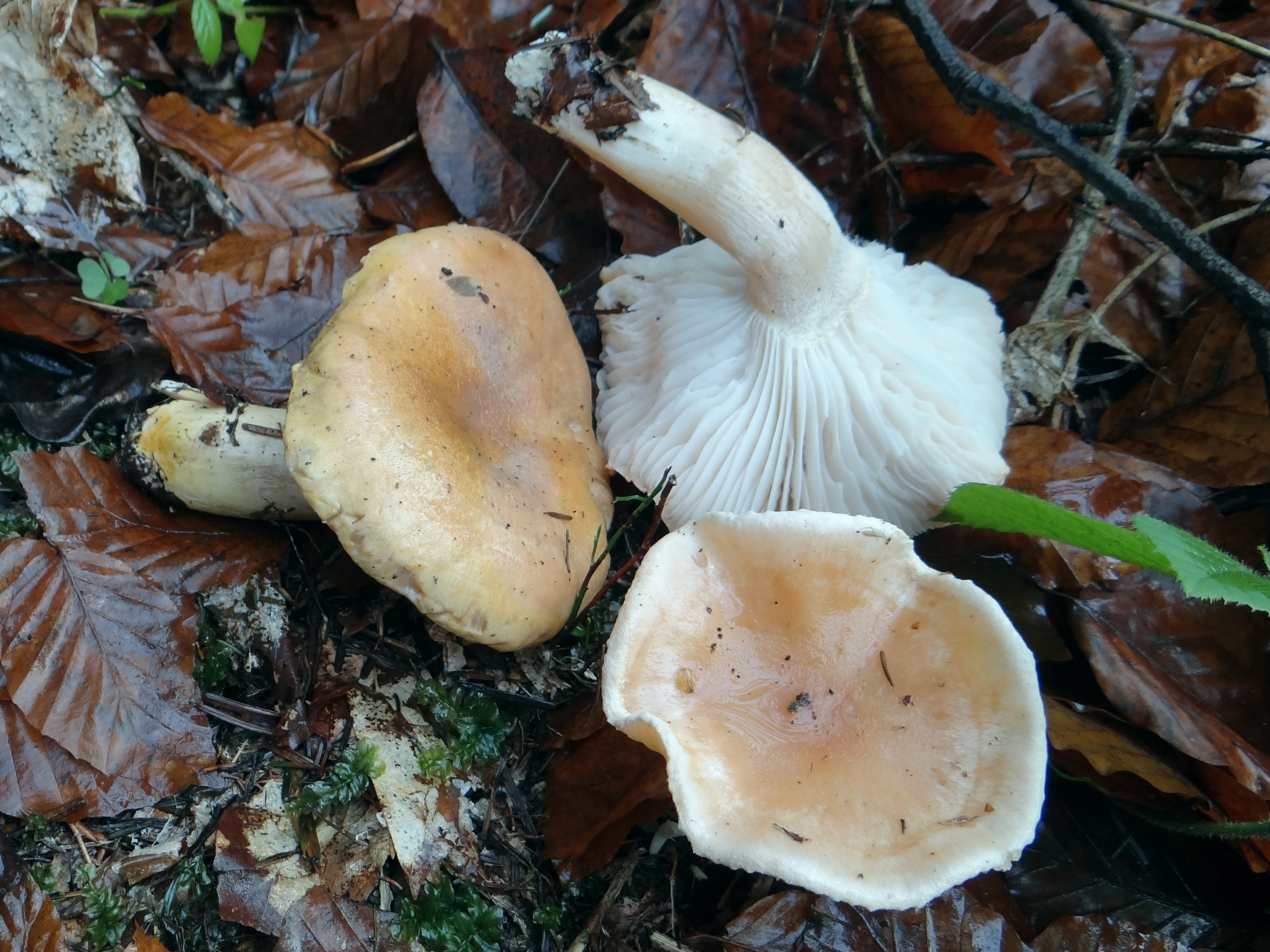
Hygrophorus nemoreus
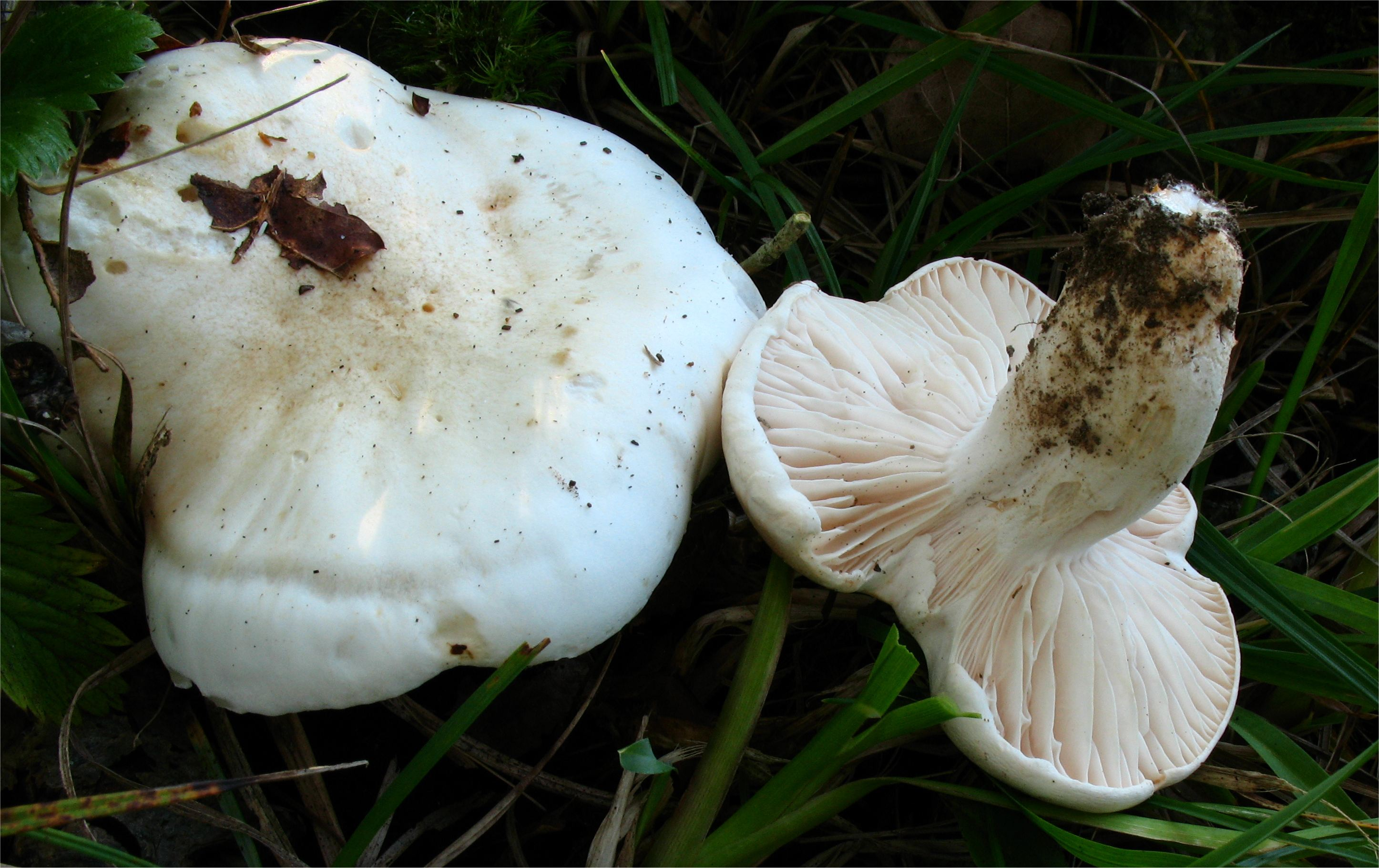
Hygrophorus penarioides
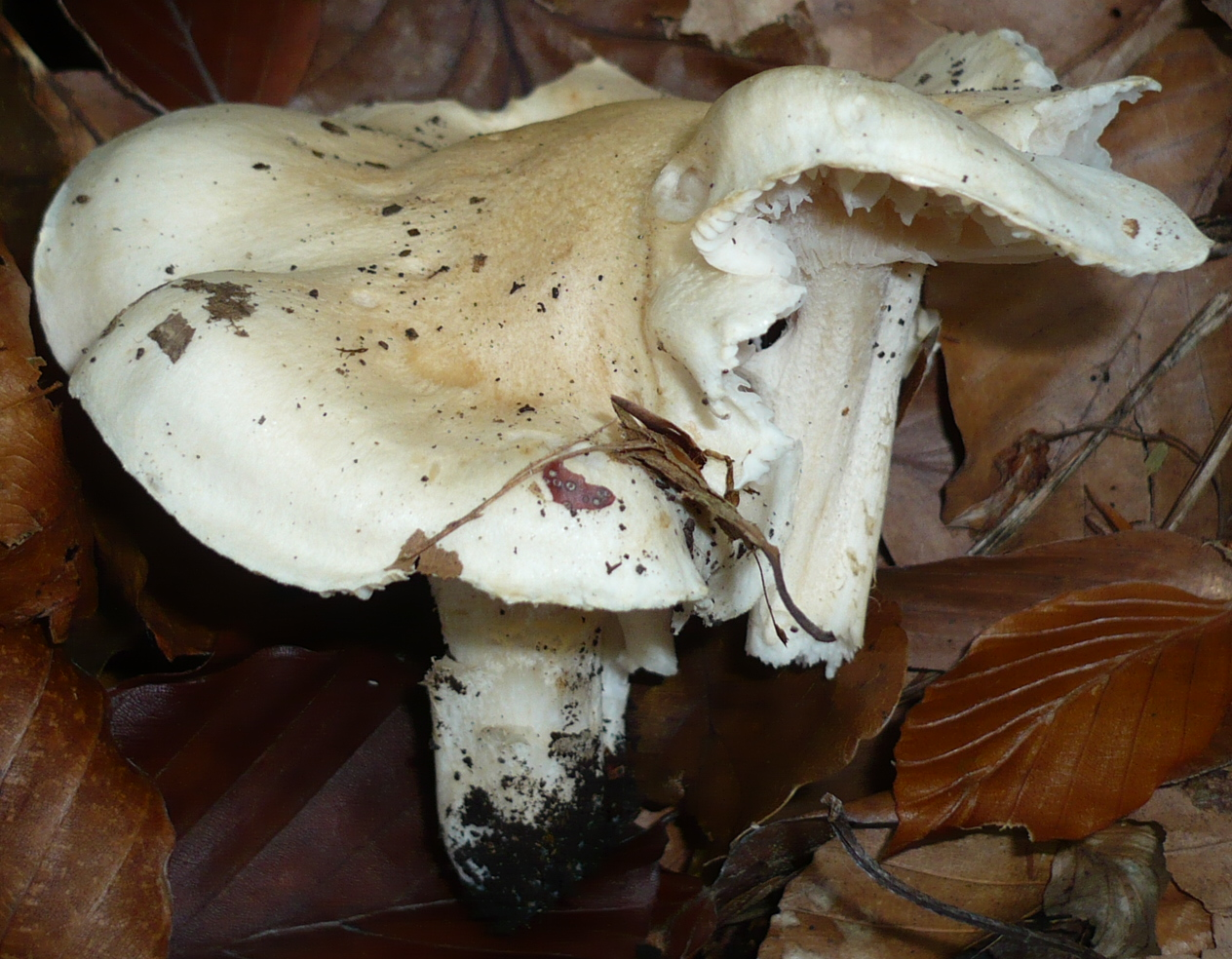
Hygrophorus poetarum

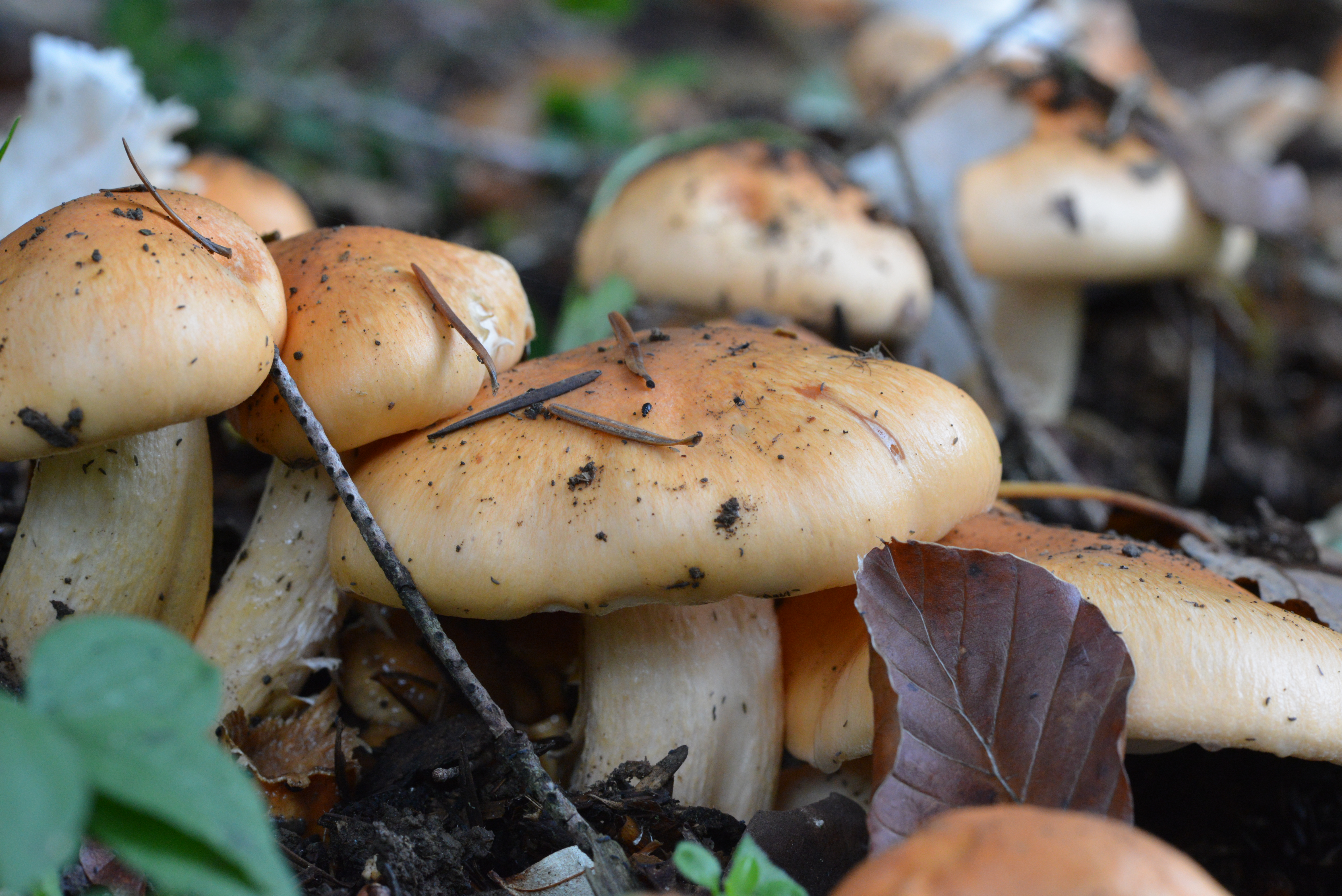
Hygrophorus pudorinus
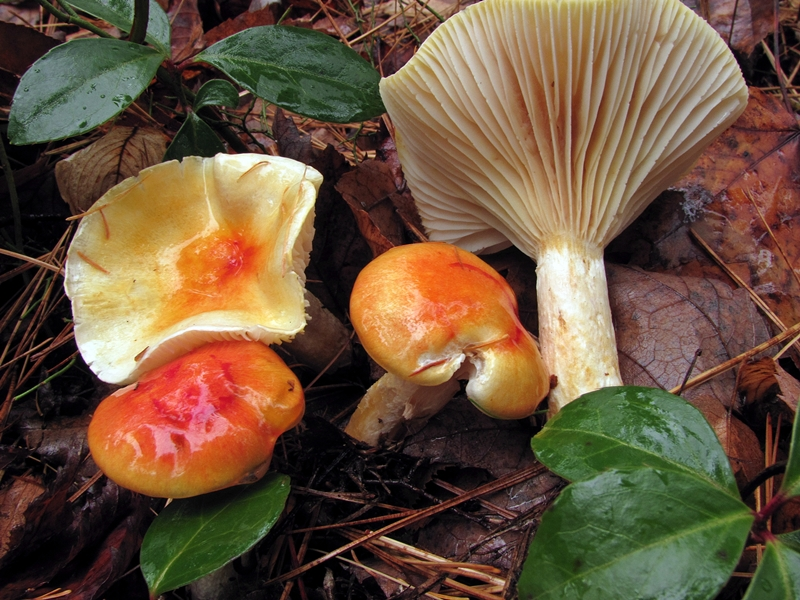
Hygrophorus speciosus
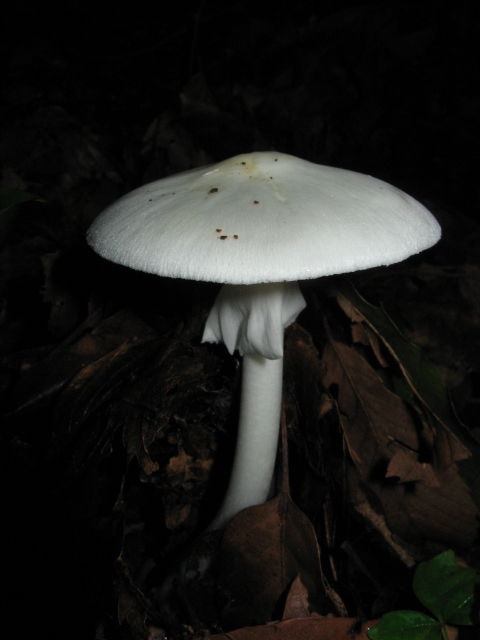
!!!Amanita verna!!!
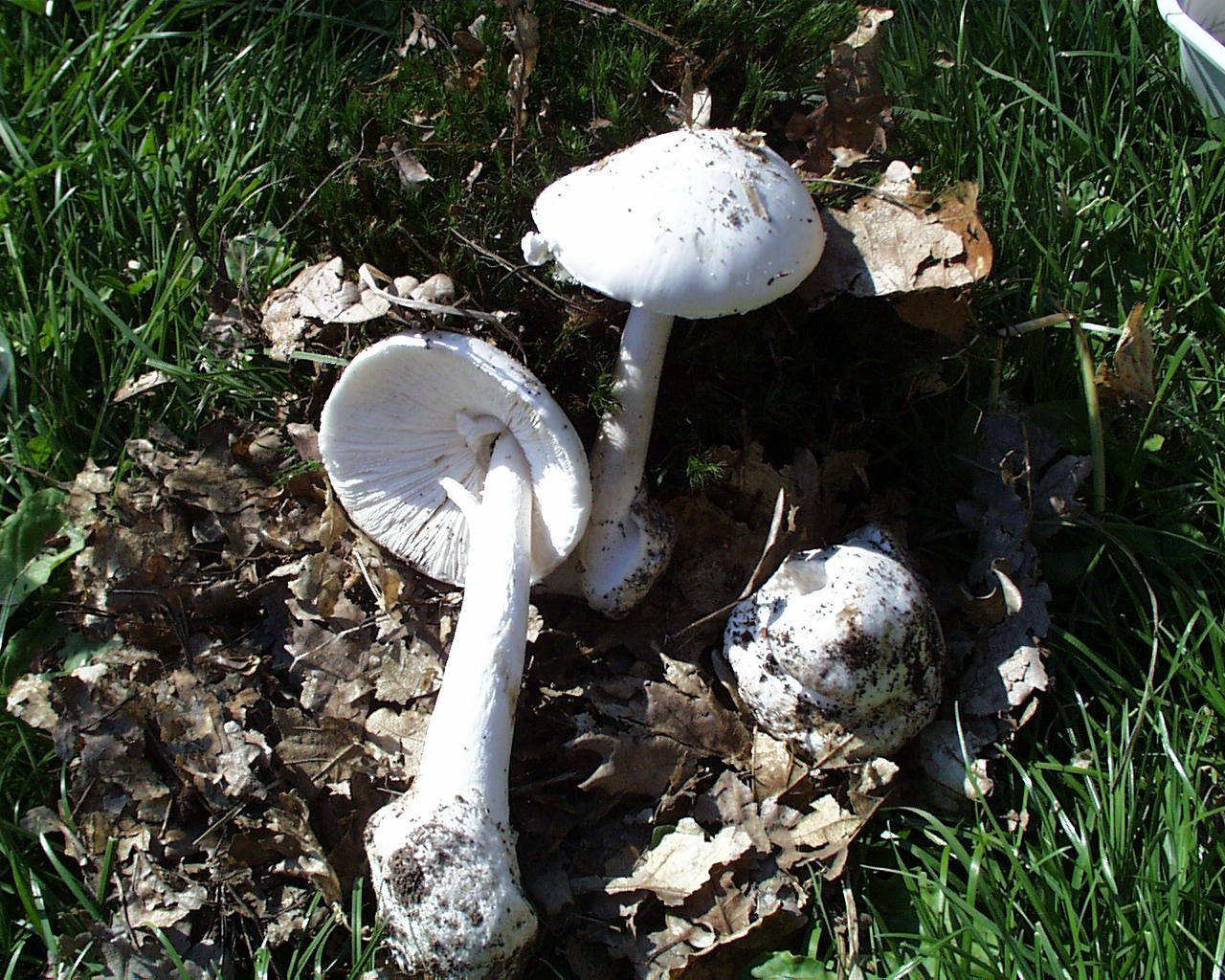
!!!Amanita virosa!!!
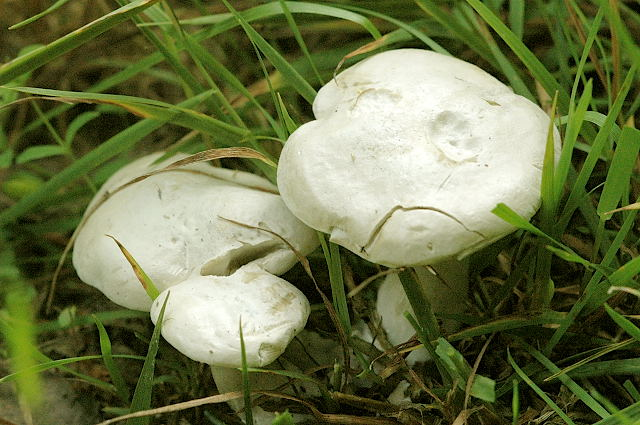
!!!Clitocybe.dealbata!!!
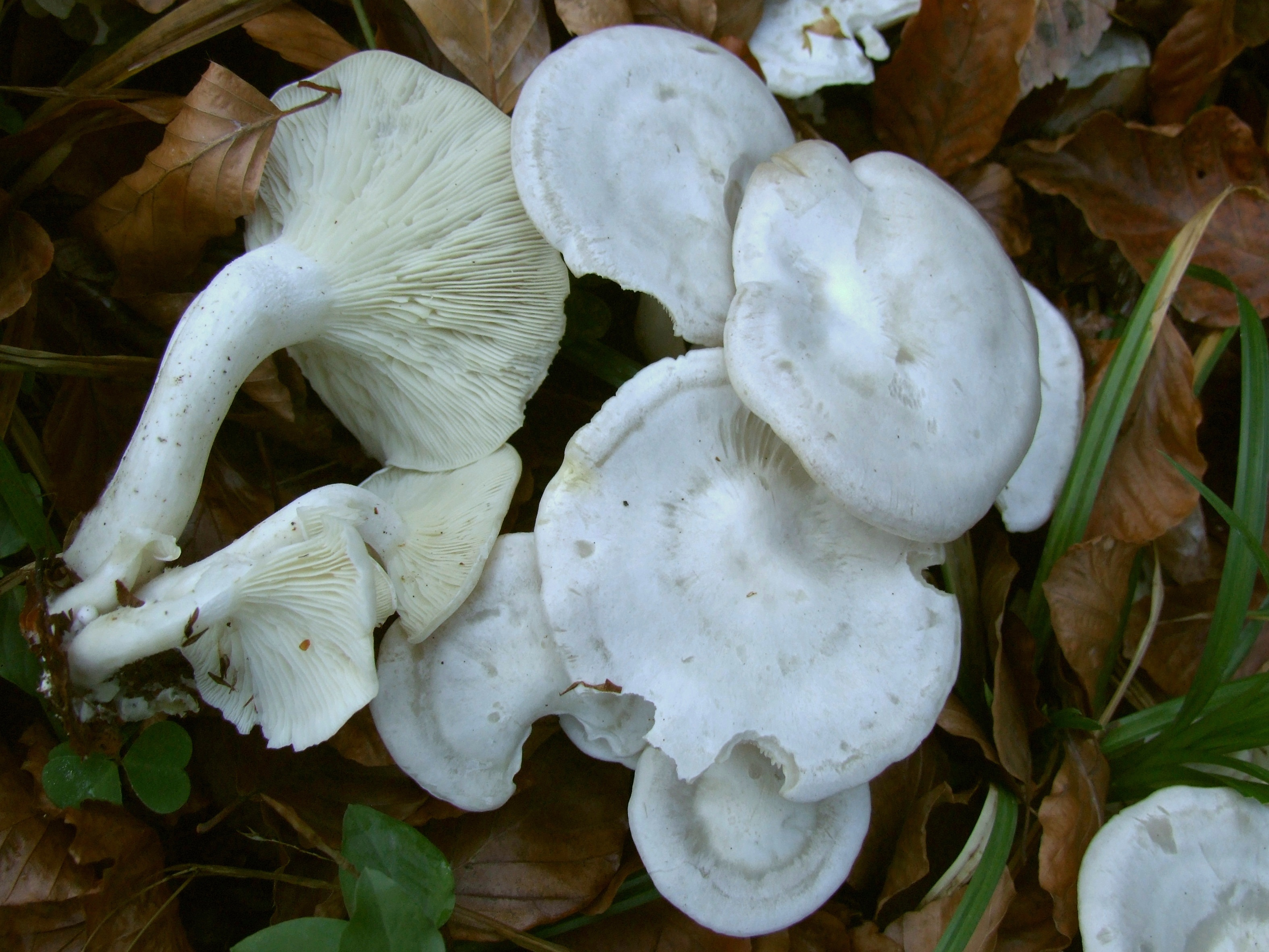
!!!Clitocybe rivulosa!!!

## Valorificare
Melceasca este comestibilă, dar de caracter mediocru. Se potrivește într-o ciulama de ciuperci împreună cu alte soiuri, dar nu pentru uscat. Buretele firește poate fi conservat foarte bine în ulei, oțet sau saramură după ce a fost prăjit cu verdețuri și usturoi.